# Bomba física (oceanografia)

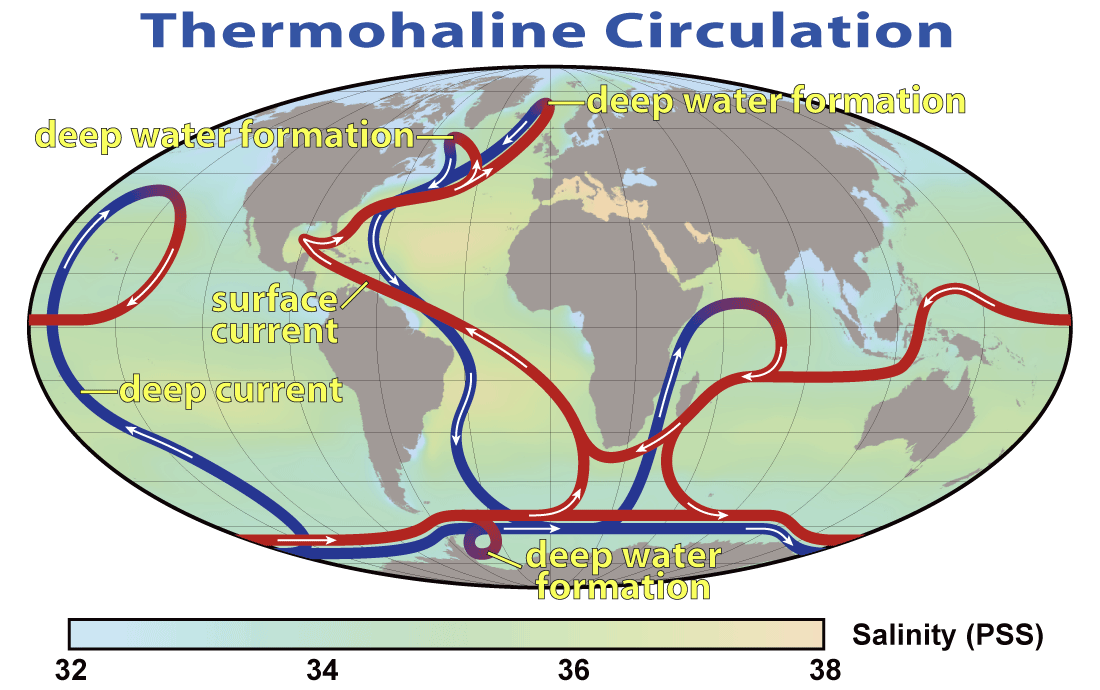
Locais de formação de massas de água profundas no oceano.

Em oceanografia, o termo bomba física ou bomba de solubilidade corresponde ao processo natural através do qual o dióxido de carbono atmosférico é transportado para o oceano profundo como resultado da subsidência de massas de água, principalmente em regiões de altas latitudes.

## Transferência de dióxido de carbono da atmosfera para o oceano

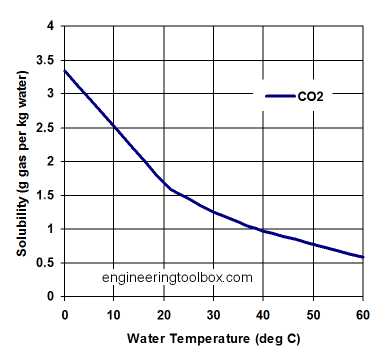
Solubilidade do dióxido de carbono na água diminui conforme a temperatura aumenta.

A transferência de dióxido de carbono atmosférico para o oceano ocorre através da interface oceano-atmosfera, através do processo de difusão. Como proposto pela Lei de Henry, a pressão parcial do dióxido de carbono na água do mar tende a se equilibrar com a pressão parcial desse mesmo gás na atmosfera logo acima da superfície da água. Sendo assim, quanto maior for a quantidade de dióxido de carbono presente na atmosfera, maior será a concentração desse gás na superfície do oceano. Além disso, a solubilidade do dióxido de carbono na água aumenta conforme a temperatura é reduzida, de forma que em regiões polares, por exemplo, a solubilidade do dióxido de carbono na água do mar pode ser até duas vezes maior do que na região equatorial e nos trópicos, onde a temperatura da água é mais elevada.
Uma vez presente na água do mar, o dióxido de carbono pode ser assimilado por organismos fotossintetizantes (sendo convertido para a forma de carbono orgânico) ou permanecer dissolvido na coluna de água. O dióxido de carbono (CO2) dissolvido reage com a água formando ácido carbônico (H2CO3), íon bicarbonato (HCO3-) e íon carbonato (CO32-), assumindo a forma de carbono inorgânico dissolvido (CID). A sequência de reações que resultam na formação desses produtos está representada abaixo. 
{\displaystyle {\ce {CO2 + H2O <-> H2CO3 <-> H+ + HCO3- <-> H+ + CO3^2-}}}

## Transferência de carbono inorgânico para o oceano profundo
O carbono inorgânico dissolvido na superfície do oceano inicialmente fica confinado à camada de mistura (até 100 m de profundidade, dependendo da localidade). Parte desse carbono é transportado para o oceano profundo através da subsidência de massas de água. O processo através do qual essas massas afundam está relacionado com a ação de correntes superficiais e com a circulação termohalina. A massa de água formada na superfície do oceano em regiões de baixas latitudes move-se em direção aos pólos (para regiões de altas latitudes) através da ação de ventos e correntes superficiais. Ao longo do percurso essa água é resfriada, sendo capaz de absorver quantidades ainda maiores de dióxido de carbono. Em regiões polares, parte da água pode congelar, expulsando sais para a água subjacente, que se torna mais salina. Devido à diminuição da temperatura e aumento de salinidade, ao chegar nas regiões de altas latitudes a massa de água está densa o suficiente para afundar abaixo da camada superficial de água até o oceano profundo, levando consigo o carbono inorgânico dissolvido. Essa massa de água então passa a se deslocar pela ação de correntes profundas resultantes de pequenas diferenças de densidade, consideravelmente mais lentas do que o movimento das correntes superficiais. 

## Regiões de subsidência de massas de água

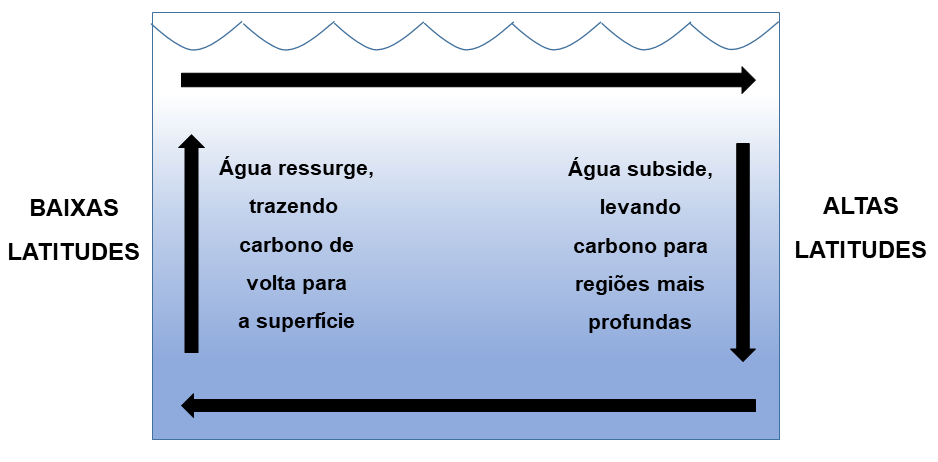
Fluxo de carbono entre regiões de baixas e altas latitudes, e entre o oceano superficial e profundo.

Existem quatro grandes regiões no oceano que funcionam como sumidouros do carbono inorgânico dissolvido na superfície. Duas delas estão localizadas no Atlântico Norte: uma no Mar do Labrador (entre a Groenlândia e o Canadá) e outra no Estreito da Dinamarca (entre a Groenlândia e a Islândia). A subsidência de águas superficiais nessas áreas acarreta na formação da Água Profunda do Atlântico Norte (APAN). No Oceano Austral, há mais duas grandes regiões próximas ao continente antártico: uma no Mar de Weddell (setor Atlântico do Oceano Austral) e outra no Mar de Ross (setor Pacífico do Oceano Austral). Nesses mares ocorre a formação da Água Antártica de Fundo (AAF). 
Além dessas regiões, a subsidência também ocorre em algumas bordas continentais tanto no hemisfério sul quanto no hemisfério norte, em baixas e altas latitudes. Nesse caso, o processo de subsidência é decorrente da direção do vento e do transporte de Ekman resultante, que empurram a água em direção à costa, fazendo com que ela se acumule e posteriormente afunde.

## Tempo de mistura dos oceanos
Devido ao movimento lento das correntes no oceano profundo, as massas de água ricas em dióxido de carbono podem levar de centenas a milhares de anos para retornarem à superfície, funcionando portanto como reservatórios biogeoquímicos de longo prazo para o carbono inorgânico proveniente da atmosfera. Esse longo período corresponde ao tempo de mistura dos oceanos e pode chegar a 1494 anos (segundo estimativas feitas a partir de amostras coletadas a 2228 m de profundidade no oeste do Oceano Pacífico).
O tempo de mistura de cada oceano é estimado com base na presença do carbono em águas profundas. Considerando que a partir do momento em que a água afunda ela perde contato com a superfície, o mesmo ocorre com o carbono dissolvido. Ao isolar o carbono inorgânico dissolvido da água do mar e utilizando o decaimento radioativo do carbono-14 (14C) como parâmetro, é possível datar esse isótopo em pontos de subsidência e ressurgência de massas de água. O carbono em zonas de subsidência é mais “jovem” do que o carbono que é devolvido para a superfície em zonas de ressurgência. A diferença de idade entre eles seria então decorrente do tempo que levou para o carbono “viajar” pelo oceano através das correntes profundas. Essa medida é dada em termos de Δ14C (corresponde à relação 14C/12C) e quanto menor o Δ14C, mais antiga é a massa de água.
Após ser transportado pelas correntes de fundo, o carbono retorna à superfície nas zonas de ressurgência, onde a água superficial é deslocada e dá lugar à uma parcela de água proveniente do fundo. Esse processo ocorre, por exemplo, na borda oeste dos continentes, resultante da ação dos ventos e do transporte de Ekman. A ressurgência também ocorre quando as correntes de profundidade chegam à região equatorial onde fenômenos de divergência facilitam a subida de massas de água profundas em direção à superfície do oceano. 

## A bomba física e o clima global
Estima-se que os oceanos absorvam entre 20 e 35% do dióxido de carbono de origem antrópica, armazenando atualmente cerca de 50 vezes a quantidade de carbono inorgânico existente na atmosfera. Essa contribuição, aliada ao tempo em que o carbono pode ficar armazenado nas massas de água profundas, faz do oceano um importante sumidouro de carbono de origem antrópica, desempenhando um papel crucial no controle do clima do planeta. As mudanças climáticas podem influenciar no funcionamento da bomba física de carbono, reduzindo sua eficácia, além de trazerem impactos negativos diretos para o ambiente marinho.
A concentração de dióxido de carbono na água do mar está diretamente relacionada à concentração desse gás na atmosfera. Sendo assim, o aumento das emissões antrópicas causará uma maior absorção desse gás pelo oceano. Consequentemente, uma maior concentração de dióxido de carbono na água do mar acarreta o efeito conhecido como acidificação oceânica (causado pela diminuição do pH da água do mar, resultante da liberação de íons H+). Os íons H+ liberados na água são altamente reativos, podendo assim substituir íons como Na+ e K+ em algumas moléculas. A acidificação é de especial importância quando se consideram seus efeitos negativos na formação de conchas e esqueletos carbonáticos de organismos marinhos.
Entre os maiores efeitos das mudanças climáticas está o aquecimento global, que implica em um aumento na temperatura média da água no oceano. Considerando que a solubilidade do dióxido de carbono diminui com o aumento da temperatura da água, oceanos mais quentes resultam em menores taxas de absorção do dióxido de carbono, fazendo com que esse gás se mantenha na atmosfera e criando assim um ciclo que contribui ainda mais para o aumento da temperatura na superfície do planeta. Além disso, o aumento da temperatura na superfície do oceano reduziria o processo de resfriamento da água em altas latitudes, reduzindo as taxas de subsidência de massas de água, processo essencial no funcionamento do oceano profundo como reservatório de carbono. Sem a subsidência de massas de água, o oceano se tornaria um sistema estratificado, ou seja, com camadas bem definidas e com pouca ou nenhuma mistura. Por um lado, isso significaria que a superfície do oceano poderia atingir um ponto de saturação de dióxido de carbono. Por outro lado, significaria também que o carbono já armazenado em regiões profundas não conseguiria chegar à superfície e não seria liberado de volta para a atmosfera.
Estudos científicos sugerem que os oceanos já estão absorvendo menos dióxido de carbono atmosférico do que o esperado. Considerando que a quantidade de dióxido de carbono emitida aumentou ao longo das últimas décadas, esperava-se que a quantidade desse gás transferida para os oceanos também aumentaria. Entretanto, o sequestro de carbono pelo Oceano Austral diminuiu entre 1981 e 2004. Resultado semelhante foi encontrado para o Atlântico Norte. No caso do Oceano Austral, o enfraquecimento da bomba física está relacionado com mudanças nos padrões de ventos, que resultaram em uma maior ressurgência e consequentemente maior liberação de dióxido de carbono para a atmosfera. 
A eficiência da bomba física no controle do clima global está relacionada com a proporção entre a quantidade de carbono absorvida em zonas de subsidência e a quantidade de carbono liberada em zonas de ressurgência. Em um cenário onde o oceano absorvesse cada vez menos dióxido de carbono e liberasse mais desse gás para a atmosfera, a bomba física inverteria seu papel, funcionando como uma fonte de carbono (e não um sumidouro).